# 喬·潘托利亞諾
喬·潘托利亞諾（本名：Joseph Peter Pantoliano，1951年9月12日—），美國男演員，曾參演過超過150齣電影、電視劇或舞台劇。

## 外部連結
- 喬·潘托利亞諾在互联网电影资料库（IMDb）上的資料（英文）
- Joe Pantoliano interview with ABILITY Magazine （页面存档备份，存于）